# تائية القدر
تائية ابن تيمية في القدر متن شعر منظوم في أبيات من الشعر، نظمه الإمام أحمد ابن عبد الحليم ابن تيمية، رد على جواب سأله إيَّه أحد علماء الذميين (اليهود والنصرى) على هيئة أبيات شعرية، فرد عليه ابن تيمية مرتجلاً على جوابه بنظم شعري، قد اشتملت على تحقيق عظيم، في مسألة القضاء والقدر، أورده عليه من قال إنه ذمّي؛ ليشبه على المسلمين، وليشككهم في أصول الدين.

## شروح المتن
تعددت الكتب التي شرحت تائية ابن تيمية في القدر أشهر الكتب الذي شرحتها:
- شرح  محمد بن إبراهيم الحمد لقصيدة التائية في القدر.
- شرح عبد الرحمن بن ناصر السعدي لقصيدة التائية في القدر.
- الدرة البهية شرح القصيدة التائية لشيخ خالد المصلح.
- شرح القصيدة التائية لشيخ الإسلام رحمه الله في القدر لشيخ عبد الحميد الرفاعي.